# 約納瓦
約納瓦是立陶宛的第九大城市。人口約有30,000人。約納瓦位於考那斯縣中部，距立陶宛第二大城市考那斯東北30 km（19 mi）。約納瓦建于18世紀。約納瓦緊鄰考那斯國際機場。波羅的海國家中最大的化肥工廠位於這裡。約納瓦的化肥廠曾在1989年3月20日發生爆炸。市內有眾多體育設施。約納瓦在二戰之前曾有很多猶太人居住，不過在二戰期間，很多猶太人被納粹屠殺。在戰後約納瓦發展為工業都市。

## 外部連結
- 约纳瓦区官方网站 （页面存档备份，存于） （立陶宛文） （英文）
- Jewish history of Jonava （页面存档备份，存于）
- Article on occasion of the 20th anniversary of ecologic catastrophe in Jonava fertilizers factory （页面存档备份，存于）